# بروميد المغنيسيوم
 بروميد المغنيسيوم مركب كيميائي له الصيغة MgBr2 ، ويكون على شكل بلورات بيضاء.

## الخواص
- بلورات مركب بروميد المغنيسيوم عديمة اللون، تتسيل بالتماس مع الهواء، تنحل بالماء بسهولة، لكنها ضعيفة الانحلال في الإيثانول. بنية هذه البلورات تكون على نمط بنية يوديد الكادميوم.
- يوجد منه شكل مائي بارتباطه مع ست جزيئات ماء (سداسي هيدرات) MgBr2 . 6H2O، يفقد الماء البلوري بالتسخين فوق 165°س.

## الوفرة الطبيعية والتحضير
يوجد مركب بروميد المغنيسيوم طبيعياً في ماء البحر بنسبة 0.0076 % .
يحضر مركب بروميد المغنيسيوم صناعياً من تفاعل محلول من هيدروكسيد المغنيسيوم مع حمض بروميد الهيدروجين حسب المعادلة:
Mg(OH)2 + 2HBr + 4H2O → MgBr2 + 6H2O
يمكن أن يحضر أيضاً من التفاعل المباشر للفلزات المكونة للمركب:
Mg + Br2 → MgBr2
يجرى هذا التفاعل في وسط من ثنائي إيثيل الإيثر خالي من الماء، لأن التفاعل بوجود الرطوبة أو الماء يكون عنيفاً.

## الاستخدامات
- يستخدم في الاصطناع العضوي في التحفيز على شكل حمض لويس.